# Shavkat Salomov
Shavkat Salomov (sinh ngày 13 tháng 11 năm 1985) là một tiền đạo bóng đá người Uzbekistan thi đấu cho FC Atyrau ở Giải bóng đá ngoại hạng Kazakhstan.

## Sự nghiệp

### Câu lạc bộ
Vào tháng 2 năm 2013 Salomov chuyển đến Zhetysu, sau khi thi đấu 6 mùa giải cho Bunyodkor. Ngày 9 tháng 3 năm 2013 Salomov có trận ra mắt ở Giải bóng đá ngoại hạng Kazakhstan trước Kairat, kết thúc với tỉ số hòa 3-3, ghi bàn thắng đầu tiên cho câu lạc bộ. Vào tháng 2 năm 2014, anh ký một bản hợp đồng với Shakhter Karagandy, một câu lạc bộ Kazakhstan khác.
Ngày 8 tháng 1 năm 2018, Salomov ký hợp đồng với FK Buxoro.

### Quốc tế
Salomov ra sân 2 lần cho đội tuyển quốc gia ở vòng loại Giải bóng đá vô địch thế giới 2010.

## Thống kê sự nghiệp

### Câu lạc bộ
Tính đến trận đấu diễn ra ngày 5 tháng 11 năm 2017
| Câu lạc bộ          | Mùa giải            | Giải vô địch                             | Giải vô địch | Giải vô địch | Cúp Quốc gia | Cúp Quốc gia | Châu lục | Châu lục  | Khác    | Khác      | Tổng    | Tổng      |
| Câu lạc bộ          | Mùa giải            | Hạng đấu                                 | Số trận      | Bàn thắng    | Số trận      | Bàn thắng    | Số trận  | Bàn thắng | Số trận | Bàn thắng | Số trận | Bàn thắng |
| ------------------- | ------------------- | ---------------------------------------- | ------------ | ------------ | ------------ | ------------ | -------- | --------- | ------- | --------- | ------- | --------- |
| Bunyodkor           | 2010                | Giải bóng đá vô địch quốc gia Uzbekistan | 1            | 0            |              |              | 3        | 0         | 0       | 0         | 4       | 0         |
| Bunyodkor           | 2011                | Giải bóng đá vô địch quốc gia Uzbekistan | 23           | 2            | 4            | 0            | 5        | 0         | 0       | 0         | 32      | 2         |
| Bunyodkor           | 2012                | Giải bóng đá vô địch quốc gia Uzbekistan | 23           | 6            | 7            | 4            | 11       | 1         | 0       | 0         | 41      | 11        |
| Bunyodkor           | Tổng                | Tổng                                     | 47           | 8            | 11           | 4            | 19       | 1         | 0       | 0         | 77      | 13        |
| Nasaf (mượn)        | 2010                | Giải bóng đá vô địch quốc gia Uzbekistan | 5            | 2            |              |              | –        | –         | 0       | 0         | 5       | 2         |
| Zhetysu             | 2013                | Premier League                           | 27           | 3            | 0            | 0            | 0        | 0         | 0       | 0         | 27      | 3         |
| Shakhter Karagandy  | 2014                | Premier League                           | 28           | 3            | 2            | 0            | 2        | 0         | 1       | 0         | 33      | 3         |
| Olmaliq             | 2015                | Giải bóng đá vô địch quốc gia Uzbekistan | 29           | 8            | 0            | 0            | –        | –         | –       | –         | 29      | 8         |
| Buxoro              | 2016                | Giải bóng đá vô địch quốc gia Uzbekistan | 29           | 3            | 6            | 1            | –        | –         | –       | –         | 35      | 4         |
| Atyrau              | 2017                | Giải bóng đá ngoại hạng Kazakhstan       | 25           | 2            | 4            | 0            | –        | –         | –       | –         | 29      | 2         |
| Buxoro              | 2018                | Uzbekistan Super League                  | 0            | 0            | 0            | 0            | –        | –         | –       | –         | 0       | 0         |
| Tổng cộng sự nghiệp | Tổng cộng sự nghiệp | Tổng cộng sự nghiệp                      | 190          | 29           | 23           | 5            | 21       | 1         | 1       | 0         | 235     | 35        |

### Quốc tế
| Đội tuyển quốc gia Uzbekistan | Đội tuyển quốc gia Uzbekistan | Đội tuyển quốc gia Uzbekistan |
| Năm                           | Số trận                       | Bàn thắng                     |
| ----------------------------- | ----------------------------- | ----------------------------- |
| 2007                          | 2                             | 1                             |
| 2008                          | 0                             | 0                             |
| 2009                          | 0                             | 0                             |
| 2010                          | 3                             | 0                             |
| 2011                          | 3                             | 0                             |
| 2012                          | 2                             | 0                             |
| 2013                          | 1                             | 0                             |
| 2015                          | 1                             | 0                             |
| Tổng                          | 12                            | 1                             |

Thống kê chính xác đến trận đấu diễn ra ngày 31 tháng 3 năm 2015

### Bàn thắng quốc tế
| # | Ngày                 | Địa điểm             | Đối thủ           | Tỉ số | Kết quả | Giải đấu                                     |
| - | -------------------- | -------------------- | ----------------- | ----- | ------- | -------------------------------------------- |
| 1 | 13 tháng 10 năm 2007 | Tashkent, Uzbekistan | Đài Bắc Trung Hoa | 9–0   | 9–0     | Vòng loại giải vô địch bóng đá thế giới 2010 |

## Danh hiệu

### Câu lạc bộ
Bunyodkor
- Giải bóng đá vô địch quốc gia Uzbekistan (3): 2008, 2009, 2011
- Cúp bóng đá Uzbekistan (1): 2012

### Quốc tế
- Cúp bóng đá châu Á 4th: 2011